# فرنسيس فيشر براون
فرنسيس فيشر براون (بالإنجليزية: Francis Fisher Browne)‏ هو ناقد أدبي وصحفي وشاعر أمريكي، ولد في 1 ديسمبر 1843، وتوفي في 1913.